# 南野こころ
南野 こころ（みなみの こころ、4月14日 - ）は、日本の女性声優。大阪府出身。アクセント所属。

## 経歴
東京アナウンス学院出身。マウスプロモーション附属養成所、アクセント附属養成所シャイン19期生卒業。

## 人物
資格は若柳流派名取（日本舞踊）。趣味はディズニーリゾートに行くこと、字を綺麗に書く練習をする事。特技は日本舞踊、トランペット演奏。
方言は大阪弁、関西弁。

## 出演

### テレビアニメ
- ビックリメン（2023年、小学生B[初出 1]）
- 雨と君と（2025年、コンビニ店員A[初出 2]）

### ゲーム
- モンスターストライク（2023年、ズコウル[3]）

### 吹き替え

#### 映画
- Everybody's Talking about Jamie ジェイミー（プリティ）
- ザ・スリーパー
- スリープオーバー -夜の大冒険-（エマ〈サヴァンナ・ウィンター〉）
- ゼロヴィル（ガジ〈ジョーイ・キング〉）
- 82年生まれ、キム・ジヨン

#### ドラマ
- サルファー・スプリングスの秘密
- 青春の記録
- モダン・ラブ シーズン2
- マキシマ オランダ・プリンセス物語

#### アニメ
- ヘイ!ダギー（英語版）（ローリー）
- ルウ・バオ・ベイ（フェイ）
- こちら、どうぶつたんていきょく　(キット・ケイシー）

### ボイスオーバー
- サザン・サバイバル 実用アイテムをとことんテスト!

### ナレーション
- Audible 白藪椿：毛利輝元の密謀

### デジタルコミック
- 白魔術師は勇者のレベルを上げたくない（2022年、白魔術師シーナ[4]）

### 初出話一覧
1. ↑  第3話初出
2. ↑  第1話初出